# Sistema de referencia SK-42
| Parámetro                                                                     | Valor           |
| ----------------------------------------------------------------------------- | --------------- |
| Eje menor (radio polar)                                                       | 6.356.863,019 m |
| Semieje mayor (radio ecuatorial)                                              | 6.378.245,000 m |
| Radio medio de la Tierra, tomada como una esfera                              | 6.371.100 m     |
| Compresión polar (Relación de la diferencia entre semiejes)                   | 1/298,3         |
| Área de la superficie de la Tierra                                            | 510 083 058 km² |
| Longitud del meridiano                                                        | 40.008.550 m    |
| Longitud del ecuador                                                          | 40.075.696 m    |
| 1° de longitud de arco a lo largo del meridiano en la latitud 0 °             | 110,6 km        |
| 1° de longitud de arco a lo largo del meridiano situado a una latitud de 45 ° | 111,1 km        |
| 1° de longitud de arco a lo largo del meridiano situado a una latitud de 90 ° | 111,7 km        |

El sistema de referencia SK-42 (en ruso, Система координат 1942 года) es un sistema de coordenadas cartográficas oficialmente adoptado en la Unión Soviética en 1942. Establece los parámetros mediante los que se enlaza con el sistema de geocéntrico coordenadas cartesianas PZ-90. Conocido también como el elipsoide de Krasovsky (por el geodesta ruso que dirigió su creación), ha sido utilizado en cálculos geodésicos, especialmente en cartografía militar y en la determinación de fronteras estatales.